# Джеймс, Сабатина
Сабатина Джеймс также Сабатини (родилась в 1982 году в Дхадар, Пакистан) — австро-пакистанский писатель. Ее произведения являются автобиографическими и подробно описывают её переход от ислама к католицизму.

## Детство
Сабатина Джеймс жила до своего десятелетия как мусульманка со своей семьей в городе Дхадар (Пакистан), пока ее семья не переехала в Линц (Австрия). Сабатина быстро интегрировалась и ассимилировалась в австрийское общество. Ее родители были недовольны этим, так как принимали Австрию как временное место жительства. Поскольку ограничения в отношении их дочери больше не действовали, семья решила отправить Сабатину в Лахор, чтобы она вышла замуж за своего двоюродного брата. Родители оставили её в Пакистане, где она была вынуждена отправиться в медресе. Джеймс первоначально согласился на брак со своим двоюродным братом, чтобы вернуться в Австрию. Оказавшись в Австрии, она отказалась выйти за него замуж. Её семья угрожала убить её, поэтому она была вынуждена скрываться и взять новую личность. Это привело к разрыву с семьей.

## Побег
Она выжила благодаря ночлегу в приюте и работе в местном кафе в Линце. Ее родители преследовали ее во всех местах, находили её и вынуждали выйти замуж. Друзья помогли Джеймс бежать в Вену. Там она начала новую жизнь, сменив имя и перейдя в католичество. Джеймс написала книгу о своём опыте, и её родители подали в суд за клевету. Суд вынес решение в её пользу. 2003 году она была крещена в маленькой барочной церкви деревенского священника, который был убежден в ее внутреннем обращении.

## Карьера
Джеймс является послом организации по защите прав женщин «Terre des Femmes» и обращена в католицизм. С 2006 года её организация борется за равноправие мусульманских женщин.

## Труды
- Сабатина Д. От Ислама к христианству-смертный приговор, 2003 год.
- Ты умрешь за свое счастье. Пойманный между двумя мирами, 2004 год.
- Свадьба слез, 2006 год.
- Моя борьба за веру и свободу, 2010, ISBN 9781607477181.
- Только истина делает нас свободными: моя жизнь между исламом и христианством, Паттлох 12 сентября 2011 года, ISBN 3629023088.